# Эгмонт, Юстус ван
Ю́стус ван Э́гмонт (нидерл. Justus van Egmont), во французском произношении Жюст д’Эгмо́н (фр. Juste d'Egmont; 22 сентября 1601, Лейден, Республика Соединённых провинций — 8 января 1674, Антверпен, Испанские Нидерланды) — нидерландский (голландский) живописец, ученик Питера Пауля Рубенса, выдающийся портретист периода Золотого века Нидерландов, работавший во Франции и в Фландрии. Один из первых двенадцати академиков — «старейшин» (с 1648) Королевской академии живописи и скульптуры в Париже.

## Биография
Тринадцати лет от роду поступил в ученье к антверпенскому живописцу Гаспару ван ден Хукке (ок. 1585-после 1648), затем перешёл от него к Рубенсу и помогал последнему в исполнении его работ. В 1628 году значился в антверпенской гильдии художников мастером, занимающимся у Рубенса. Переселившись в том же году в Париж, состоял там придворным живописцем королей Людовика XIII и Людовика XIV и был одним из первых 12 членов основанной в 1648 году парижской художественной академии.
Около 1660 года возвратился в Антверпен, где и провёл остальные годы своей жизни.

## Творчество
Юстус ван Эгмонт известен преимущественно как портретист, писавший совершенно в стиле Рубенса, но уступавший ему в отношении блеска красок и сочности кисти. Произведения ван Эгмонта находились в Венском музее (портреты испанского короля Филиппа IV и эрцгерцога Леопольда-Вильгельма), в шлейсгеймской галерее (портрет Марии Медичи) и в др. местах.